# Festival internazionale del cinema di Porto
Il Festival internazionale del cinema di Porto (Fantasporto, in portoghese Festival Internacional de Cinema do Porto) è un festival cinematografico dedicato al cosiddetto cinema di genere in senso ampio (fantastico, fantascientifico), che si svolge annualmente nella città di Porto in Portogallo nel mese di febbraio.

## Storia
È stato fondato nel 1981 e reso ufficialmente competitivo nel 1982.
Nelle ultime edizioni sono state inserite nel programma anche mostre, rappresentazioni teatrali, letture, seminari, fumetti, pubblicazioni e speciali programmi per bambini e scuole.

## Albo d'oro

### Grande Prémio Fantasporto
- 1982 – Izbavitelj, regia di Krsto Papić (Iugoslavia)
- 1983 – Scanners, regia di David Cronenberg (USA)
- 1984 – Le Dernier Combat, regia di Luc Besson (Francia)
- 1985 – In compagnia dei lupi (The Company of Wolves), regia di Neil Jordan (USA)
- 1986 – Fuego eterno, regia di José Ángel Rebolledo (Spagna)
- 1987 – Dossier confidenziale (Defence of the Realm), regia di David Drury (USA)
- 1988 – Storia di fantasmi cinesi (Sien nui yau wan), regia di Siu-Tung Ching (Hong Kong)
- 1989 – Monkey Shines - Esperimento nel terrore (Monkey Shines), regia di George A. Romero (USA)
- 1990 – Arcobaleno nero (Black Rainbow), regia di Mike Hodges (Regno Unito)
- 1991 – Henry, pioggia di sangue (Henry: Portrait of a Serial Killer), regia di John McNaughton (USA)
- 1992 – Toto le héros - Un eroe di fine millennio (Toto le Héros), regia di Jaco Van Dormael (Francia)
- 1993 – Splatters - Gli schizzacervelli (Braindead), regia di Peter Jackson (Nuova Zelanda)
- 1994 – Cronos, regia di Guillermo del Toro (Messico)
- 1995 – Piccoli omicidi tra amici (Shallow Grave), regia di Danny Boyle (Regno Unito)
- 1996 – Seven, regia di David Fincher (USA)
- 1997 – Bound - Torbido inganno (Bound), regia di Andy Wachowski e Larry Wachowski (USA)
- 1998 – Retroactive - Non toccate il passato (Retroactive), regia di Louis Morneau (USA)
- 1999 – Cube - Il cubo (Cube), regia di Vincenzo Natali (Canada)
- 2000 – Siam Sunset, regia di John Polson (Australia)
- 2001 – Amores perros, regia di Alejandro González Iñárritu (Messico)
- 2002 – Fausto 5.0, regia di Álex Ollé e Isidro Ortiz (Spagna)
- 2003 – Intacto, regia di Juan Carlos Fresnadillo (Spagna)
- 2004 – Two Sisters (Janghwa, Hongryeon), regia di Ji-woon Kim (Corea del Sud)
- 2005 – Nothing, regia di Vincenzo Natali (Canada)
- 2006 – Frostbiten, regia di Anders Banke (Svezia/Russia)
- 2007 – Il labirinto del fauno (El labirinto del fauno), regia di Guillermo del Toro (Messico/Spagna/USA)
- 2008 – Rec, regia di Jaume Balagueró e Paco Plaza (Spagna)
- 2009 – Idiots and Angels, regia di Bill Plympton (USA)
- 2010 – Heartless, regia di Philip Ridley (Regno Unito)
- 2011 – Zwart water, regia di Elbert van Strien (Paesi Bassi)
- 2012 – Hell, regia di Tim Fehlbaum (Germania)
- 2013 – La madre (Mama), regia di Andrés Muschietti (Spagna/Canada)
- 2014 – Miss Zombie, regia di Sabu (Giappone)
- 2015 – Liza, a rókatündér, regia di Károly Ujj Mészáros (Ungheria)
- 2016 – The Lure (Córki dancingu), regia di Agnieszka Smoczyńska (Polonia)
- 2017 - Realive, regia di Mateo Gil (Spagna)
- 2018 - I famelici (Les Affamés), regia di Robin Aubert (Canada)
- 2019 - Zui hou de ri chu, regia di Wen Ren (Cina)
- 2020 - Ghost Master (Gôsuto masutâ), regia di Paul Young (Giappone)
- 2021 - Suicide Forest Village, regia di Takashi Shimizu (Giappone)
- 2022 - Follow Her, regia di Sylvia Caminer (USA)

### Prémio Carreira Fantasporto
- 1990 – Serguei Paradjanov
- 1991 – Alain Jessua
- 1992 – Jean-Claude Carrière
- 1993 – non assegnato
- 1994 – non assegnato
- 1995 – Ben Kingsley
- 1996 – André Delvaux
- 1997 – non assegnato
- 1998 – Jacinto Molina e Ivan Cardoso
- 1999 – Júlio Bressane e Bill Plympton
- 2000 – José Mojica Marins e Danny Elfman
- 2001 – Vassilis Mazomenos e Julian Grant
- 2002 – Oswaldo Caldeira, Julien Temple e Alex Cox
- 2003 – Danny Boyle
- 2004 – Julio Fernandez e Josep Maria Contell
- 2005 – John Hurt, Karen Black, Doug Bradley, Guillermo Del Toro, Tino Navarro, Doug Bradley, Claudio Simonetti, Vincenzo Natali, Dario Argento e Brian Yuzna
- 2006 – Manoel de Oliveira, Christiane Torloni e Bill Plympton
- 2007 – Rosanna Arquette, Henry Thomas e Ruy de Carvalho
- 2008 – Max von Sydow e Fernando Lopes
- 2009 – José Fonseca e Costa, Wim Wenders e Paul Schrader
- 2010 – Samuel Hadida, Colin Arthur e Luís Galvão Teles
- 2011 – Mick Garris, Maria de Medeiros e Paulo Trancoso
- 2012 – Mike Hodges, Karen Šachnazarov e António-Pedro Vasconcelos
- 2013 – António de Macedo e Manoel de Oliveira
- 2014 – Henrique Espírito Santo
- 2015 – Fernando Vendrell e Catriona MacColl
- 2016 – Nicolau Breyner e Milčo Mančevski
- 2017 – Ate de Jong, Mariana Monteiro e Glória Perez
- 2018 – Harley Cokeliss, Lauro António, Mauro Mendonça Filho e Tony Ramos